# FM и ребята
«FM и ребята» — российский молодёжный ситком, выходивший с 17 сентября 2001 по 9 июня 2003 года. Выпущен компанией Югра, состоит из 64 серий. Снимался в городе Ханты-Мансийске. Сериал произведён по заказу РТР, транслировался на каналах РТР (первые 44 серии), REN TV (оставшиеся 20 серий) и телерадиокомпании Югра. Продолжительность каждой серии — 25—26 минут, общая продолжительность сериала — 1649 минут.

## Сюжет
Действие сериала разворачивается в небольшом российском городке. Двое друзей Вадим и Андрей работали в фирме по съёмке свадеб, но после курьёзного случая их увольняют. В поисках работы ребята находят объявление о наборе работников на радиостанцию с очень низким рейтингом, но с условием, что они должны написать новую концепцию для станции, которую в свою очередь должен одобрить гендиректор молодёжного радио Лев Петрович Томский. К ним присоединяется их друг компьютерный гений — Гена, он же придумывает концепцию. Их принимают на работу и просят найти к их тройке ведущих ещё двух девушек, к ним присоединяются: Тоня Картошкина — бывшая официантка и Вика — племянница Томского. Теперь новоиспечённым радиоведущим предстоит каждый день сталкиваться с различными трудностями, из которых они обычно выходят победителями, и всегда с юмором.

## В ролях

### Основной состав
- Алексей Ильин — Андрей, человек с несомненными организаторскими способностями
- Даниил Белых — Вадим, неунывающий весельчак и оптимист
- Артём Семакин — Гена, компьютерный гений
- Евдокия Вишнякова — Тоня Картошкина, бывшая официантка
- Виктория Айзентир — Вика Томская, племянница гендиректора радиостанции, что держит в тайне от ребят
- Олег Акулич — Лев Петрович Томский, гендиректор молодёжного радио
- Алиса Гребенщикова — Жанна, секретарь-референт Томского

### Второстепенный состав
- Валентин Самохин — Арнольд Сокин
- Мария Сокова — Люся
- Ирина Кулинич — уборщица
- Максим Браматкин — Герман
- Олег Комаров — адвокат
- Анна Слю — Катя
- Вадим Галыгин — Феликс
- Ксения Агаркова — Маша
- Виктор Авилов — отец Вадима

### Приглашённые гости
- Наташа Королёва — камео

## Производство
Сериал снимался около года в городе Ханты-Мансийск. Производством сериала занималась телерадиокомпания Югра. Снимали по ночам, так как основным интерьером служил кабинет директора телекомпании "Югра". Съемки заканчивались в половине пятого утра. Так как съемки проходили в Ханты-Мансийске, сериал частично уже был показан по местному телевидению до премьеры на канале РТР. Монтаж сериала — Ринат Халилуллин.

## Список серий
1. Первый эфир
2. Новая метла
3. Не имей сто рублей
4. Рекламная пауза
5. Новые голоса
6. Тревожная молодость
7. День рождения
8. Бремя славы
9. Любовь и разлука
10. Присядем на дорожку
11. В поисках утраченного
12. Один за всех
13. Педагогическая трагедия
14. Сила разума
15. Кто в доме хозяин?
16. Опасные гастроли
17. Астральные дела
18. Бешеные деньги
19. Мирись, мирись…
20. Игра ума
21. Сети шоу-бизнеса
22. Общий знакомый
23. Глубина чувств
24. Подозреваются все
25. Три правила
26. Команда
27. Московское время
28. Красота – страшная сила!
29. Имидж – всё!
30. Марш Мендельсона
31. Смутное время
32. Под прессом
33. Теория смеха
34. FМ – чемпион!
35. Я – начальник, ты…
36. Лицо на обложке
37. Великая депрессия
38. Светский лев
39. Любой ценой
40. Особый режим
41. Когда говорят музы
42. Парадокс близнецов
43. Быть или не быть
44. День города
45. Говорим и показываем
46. Троянский конь
47. Тонкий расчёт
48. Свой среди чужих
49. Ювелирная работа
50. Второе "Я"
51. Сила внушения
52. Линия судьбы
53. Быстрее, выше... вкуснее!
54. А ну-ка, девушки!
55. Брат ты мне или не брат: 1 часть
56. Брат ты мне или не брат: 2 часть
57. Языковый барьер
58. Мышиная возня
59. Служебный роман
60. Просто Тоня
61. Последняя улика
62. Кутюр
63. Эфир, опять эфир
64. Суд идёт